# 農業労働者の結社及組合の権利に関する条約
農業労働者の結社及組合の権利に関する条約（のうぎょうろうどうしゃのけっしゃおよびくみあいのけんりにかんするじょうやく、英語: Convention concerning the Rights of Association and Combination of Agricultural Workers）は、国際労働機関の条約。1921年11月12日に採択され、1923年5月11日に発効した。国際労働条約のうち結社の自由に関する最初の条約であり、農業労働者の結社と組合の権利を求めたものとなっている。
2018年4月現在、123か国が批准している。